# Charles Durning
Charles Durning, född 28 februari 1923 i Highland Falls, Orange County, New York, död 24 december 2012 i New York, var en amerikansk skådespelare. 
Durning filmdebuterade 1965 i filmen Harvey Middleman, brandman. Han framträdde på såväl scen som film, ofta i tuffa, dominanta roller, ofta poliser.
Under andra världskriget tjänstgjorde han vid 1st Infantry Division i USA:s armé och landsteg vid Omaha Beach den 6 juni 1944 (D-dagen). Han vann flera utmärkelser under kriget, bland annat Silver Star, Bronze Star och tre Purple Heart. Efter kriget utbildade han sig först inom klassisk dans och var en tid danslärare.
Durning fick 2008 en stjärna på Hollywood Walk of Fame.

## Filmografi i urval
- 1965 – Harvey Middleman
- 1971 – Blåsningen
- 1974 – Stoppa pressarna!
- 1975 – Danspalatsets drottning
- 1975 – En satans eftermiddag
- 1975 – Hawaii Five-O (TV-serie) (1 avsnitt)
- 1975 – Mot Fort Humboldt
- 1979 – Mupparna
- 1981 – Ingen knäcker Sharky
- 1982 – Det bästa lilla horhuset i Texas
- 1982 – Tootsie
- 1983 – Det våras för Hamlet
- 1983 – Two of a Kind
- 1985–1986 – Amazing Stories (TV-serie) (2 avsnitt)
- 1987 – Briljanta bedragare
- 1990 – Dick Tracy
- 1991 – V.I. Warshawski - kvinna med rätt att döda
- 1994 – Strebern
- 1996 – Spy Hard
- 1996 – En underbar dag
- 1996 – Landet för länge sedan IV: Färden till Dimmornas Land (röstroll)
- 1998–2002 – Alla älskar Raymond (TV-serie) (6 avsnitt)
- 1998 – Cybill (TV-serie) (2 avsnitt)
- 1998 – Uppdrag: mord (TV-serie) (1 avsnitt)
- 2000 – O Brother, Where Art Thou?
- 2002 – The Naked Run
- 2004 – NCIS (TV-serie) (1 avsnitt)
- 2004–2011 – Rescue Me (TV-serie) (27 avsnitt)
- 2006 – Everwood (TV-serie) (1 avsnitt)
- 2006 – I ondskans våld
- 2007 – iMurders
- 2007 – Monk (TV-serie) (1 avsnitt)
- 2008 – Deal